# 5667 Nakhimovskaya
Az 5667 Nakhimovskaya (ideiglenes jelöléssel 1983 QH1) a Naprendszer kisbolygóövében található aszteroida. Tamara Mihajlovna Szmirnova fedezte fel 1983. augusztus 16-án.